# Cis fijianus
Cis fijianus is een keversoort uit de familie houtzwamkevers (Ciidae). De wetenschappelijke naam van de soort werd in 1944 gepubliceerd door Kenneth Gloyne Blair.